# 은림
은림은 대한민국의 판타지 소설 작가이자 편집자이다.
제1회 황금드래곤 문학상에서 〈할머니 나무〉로 단편 부문을, 제2회 황금드래곤 문학상에서 〈할티노〉로 중편 부문을 수상했다. 환상문학 웹진 거울에서 필진으로 활동하며 거울 단편집의 제작, 기획, 표지 디자인, 일러스트를 맡는 등 다방면으로 활동하고 있다.
1999년부터 silverforest라는 필명으로 MMORPG《프로젝트 A3》의 시나리오 및 설정을 담당한 바 있으며, 타롯·트럼프·룬 카드를 꾸준히 창작·발표하고 있다. 그 외에도 개인지를 비롯한 각종 동인지, 출판물의 표지 디자인 및 캐릭터 디자인도 하고 있다.
2009년에 출범한 DNC미디어의 장르소설 전문 브랜드 이타카의 편집자로 일하고 있다.
환상문학을 통해 여성의 사회적 위치와 정체성에 대한 문제를 주로 다루었으며 최근 네이버에 '오늘에 문학' 게재한 <만냥금>으로 새로운 변화를 모색하고 있다.

## 작품

### 중단편
- 〈할머니 나무〉- 2000년, 제1회 황금드래곤 문학상 단편상 수상.
- 〈할티노〉- 2001년, 제2회 황금드래곤 문학상 중편상 수상.
- 《윈드 드리머》- 2000년 5월, 명상.
  - 〈샨 데 크레안〉
- 《환상서고》- 2001년 12월, 드림필드.
  - 〈Sistory〉
- 《두 개의 심장》- 2005년 1월, silveforest & Kain Winterheart
  - 〈표지 디자인, 일러스트, 편집, 발행〉
- 《혈중환상농도 13%》- 2005년, 웹진 거울.
  - 〈루벨 나이트〉
- 《할티노》- 전자책, 2006년 3월, 북토피아.
  - 〈할티노〉
  - 〈할머니 나무〉
  - 〈SAVING EARTH〉
  - 〈밤의 연상〉
  - 〈얼음공주〉
  - 〈이상한 무도회〉
  - 〈태양을 삼키다〉
  - 〈낙오자〉
  - 〈숲에 사는 물고기〉
- 《제15종 근접조우》- 2007년 7월, 웹진 거울.
  - 〈고양이 별〉
- 〈환상진화가〉- 2008년 1월, 크로스로드
- 《한국 환상 문학 단편선》- 2008년 7월, 황금가지. ISBN 9788960172555
  - 〈할머니 나무〉
- 《앱솔루트 바디》- 2008년 9월, 해토. ISBN 9788990978745
  - 〈환상진화가〉
- 〈할티노〉- 2008년 10월, 판타스틱 Vol.18
- 〈만냥금〉- 2009년 7월, 네이버 오늘의 문학
- 《한국 환상문학 단편선 2》- 2009년 8월, 시작. ISBN 9788901098661
  - 〈낙오자〉
- 《커피 잔을 들고 재채기》- 2009년 9월, 황금가지. ISBN 9788960172739
  - 〈노래하는 숲〉
- 《오늘의 장르문학》- 2010년 10월, 황금가지. ISBN 9788994210643
  - 〈만냥금〉
- 《노래하는 숲》- 2014년 4월, 온우주. ISBN 9788998711139
  - 〈할머니 나무>
  - 〈만냥금>
  - 〈엄마꽃>
  - 〈낙오자>
  - 〈환상진화가 幻想進化歌>
  - 〈노래하는 숲>
- 《나무대륙기》- 2016년 2월, 황금가지. ISBN : 9791158880774. ISBN : 9791158880781 전2권 완결